# یومی لمبرت
یومی لمبرت (به انگلیسی: Yumi Lambert) (زادهٔ ۱۱ آوریل ۱۹۹۵) یک مدل بلژیکی است.

## اوایل زندگی
لمبرت در ۱۱ آوریل ۱۹۹۵ در بروکسل بلژیک بدنیا آمده است. مادربزرگ پدری‌اش ژاپنی است و یک برادر به نام مکسیم دارد.